# Porano
Porano är en ort och kommun i provinsen Terni i regionen Umbrien i Italien. Kommunen hade 1 945 invånare (2018).